# Петренко, Василий Яковлевич
Василий Яковлевич Петренко (19 декабря [1 января] 1912, с. Кочубеевка, ныне Чутовский район Полтавской области — 21 марта 2003 года, Москва) — советский военачальник, генерал-лейтенант (27.04.1962). Герой Советского Союза (17.10.1943). Профессор (1970), кандидат военных наук (1961).

## Начальная биография
Василий Яковлевич Петренко родился 1 января 1912 года в селе Кочубеевка ныне Чутовского района Полтавской области в семье крестьянина. В семье было 6 детей: три сына и три дочери, но почти все они умерли в детстве или в молодости. Выжили только Василий и его старший брат Степан (погиб на фронте в 1943 году).
Окончил сельскую начальную школу в 1924 году. Работал учеником теплотехника и теплотехником на Артёмовском сахарном заводе (Чутовский район), в 15 лет вступил в комсомол. Мечтал стать лётчиком, в августе 1929 года по рекомендации Чутовского райкома комсомола его направили в Ленинград для прохождения комиссии на пригодность к летной службе. Но медкомиссию не прошёл из-за проблем вестибулярного аппарата. Тогда согласился служить в конвойном батальоне и из Ленинграда уехал на службу в Баку.

## Военная служба

### Довоенный период
В октябре 1929 года Петренко был призван в Красную Армию, зачислен красноармейцем 12-го отдельного конвойного батальона Кавказской Краснознамённой армии. В ноябре направлен на учёбу в полковую школу 5-го Кавказского стрелкового полка 2-й Кавказской стрелковой дивизии имени А. К. Степина (школа также дислоцировалась в Баку). Во время учёбы в составе полка участвовал в боевой операции советских войск в Северном Иране в мае-июне 1930 года по уничтожению повстанческих отрядов мусаватистов, совершавших с территории Ирана налёты через границу на Нахичевань и приграничные селения Азербайджана. Тогда в одном из боёв погиб командир отделения и курсант Петренко был назначен на его должность. В октябре 1930 года окончил полковую школу. Сразу же был направлен учиться в Ульяновское Красногвардейское пехотное училище, которую окончил в 1932 году.
С марте 1932 года служил в 285-м стрелковом полку 85-й стрелковой дивизии Приволжского военного округа (Златоуст) командиром взвода, командиром роты. Тогда же окончил 10 классов вечерней средней школы. В феврале 1935 года во время посещения полка К. Е. Ворошиловым по приказу последнего были проведены стрельбы из личного оружия всего комсостава полка, на которых В. Петренко показал лучший результат и получил благодарность в приказе от народного комиссара.
С февраля 1934 года командовал пулемётной ротой в 2-м и 3-м стрелковых полках 1-й Казанской стрелковой дивизии. С июля 1936 года — курсовой командир Ульяновской военной школы авиационных техников, с июля 1936 — на такой же должности в 7-й Сталинградской школе военных лётчиков. С мая 1937 — преподаватель тактики на Саратовских курсов усовершенствования командиров запаса. С января 1938 года — начальник штаба батальона 182-го стрелкового полка 61-й стрелковой дивизии, с октября 1930 — курсовой командир на курсах младших лейтенантов этой дивизии, с сентября 1939 — помощник начальника 1-го (оперативного) отделения штаба 129-й стрелковой дивизии. В 1940 году окончил заочный факультет Военной академии РККА имени М. В. Фрунзе. С февраля 1940 года служил помощником начальника учебного отдела и командиром учебного батальона Куйбышевского военного пехотного училища.

### Великая Отечественная война
После начала Великой Отечественной войны был оставлен на преподавательской работе в училище, несмотря на свои рапорты об отправке на фронт. В сентябре 1941 год назначен командиром 25-го запасного лыжного полка 20-й запасной стрелковой бригады (Казань). С апреля 1942 года — командир 796-го стрелкового полка 141-й стрелковой дивизии Приволжского военного округа (г. Алатырь, Чувашская АССР).
С июля 1942 года участвовал в Великой Отечественной войне, когда дивизия была включена сначала в 6-ю резервную армию, затем в состав Брянского фронта, и почти сразу передана в 40-ю армию Воронежского фронта. Участвовал в Воронежско-Ворошиловградской оборонительной операции, в том числе в уличных боях в Воронеже. Был контужен в первых же боях. Затем во главе полка участвовал в Острогожско-Россошанской, Воронежско-Касторненской, Харьковской наступательных операциях. В 1942 году вступил в ряды ВКП(б). С 28 июня 1943 — командир 129-й отдельной стрелковой бригады на Воронежском фронте.
25 июля 1943 года назначен командиром 226-й стрелковой дивизии 60-й армии Центрального фронта. Дивизия была в кратчайший срок сформирована прямо на фронте из 42-й и 129-й стрелковых бригад с добавленными к ним некоторыми частями усиления, и уже 26 августа 1943 года вступила в бой в ходе Черниговско-Припятской наступательной операции. А уже 30 августа она отличилась при освобождении города Глухов и всего лишь на шестой день своего боевого пути (31 августа) ей присвоено почётное наименование «Глуховская».
Командир 226-й стрелковой дивизии 24-го стрелкового корпуса 60-й армии Центрального фронта полковник В. Я. Петренко проявил исключительное мужество в ходе битвы за Днепр. 24 сентября 1943 года 226-я стрелковая дивизия вышла к Днепру в районе слияния его с Припятью. Полковник Петренко умело организовал переправу 26 сентября 1943 года на подручных средствах первых подразделений дивизии сначала на острова посреди Днепра, а затем с них на правый берег. При форсировании реки у села Толокунская Рудня (Вышгородский район, Киевская область) немецкие войска оказали упорное сопротивление, бои приобрели яростный характер. 28 сентября полки дивизии овладели Толокунской Рудней, но 29 сентября немецкой 454-й пехотной дивизии с танками при непрерывной поддержке авиации удалось выбить их из села. Перенеся главный удар на другое направление, в последующие дни удалось значительно расширить плацдарм (немцы ожидали повторных атак на Толокунскую Рудню) и занять несколько деревень. С 26 сентября по 13 октября частями дивизии было уничтожено свыше 8000 солдат и офицеров противника, 23 артиллерийских орудия и 2 танка, захвачены большие трофеи.
Указом Президиума Верховного Совета СССР от 17 октября 1943 года «за успешное форсирование реки Днепр севернее Киева, прочное закрепление плацдарма на западном берегу реки Днепр и проявленные при этом отвагу и геройство» полковнику Василию Яковлевичу Петренко присвоено звание Героя Советского Союза с вручением ордена Ленина и медали «Золотая Звезда» (№ 2066).
Петренко получил высшую награду СССР в самый разгар жестоких сражений на Днепре. 15 октября дивизия штурмом овладела превращённым в опорный пункт немецкой обороны селом Ровы, а с 19 по 24 октября ей пришлось драться в условиях полного окружения. Однако затем положение было восстановлено. С 3 ноября дивизия участвовала в Киевской наступательной операции, 17 ноября отличилась при освобождении города Коростень. Затем участвовал в Киевской оборонительной операции (где дивизии опять пришлось около 10 суток драться в окружении), а затем успешно действовал в Житомирско-Бердичевской, Ровно-Луцкой, Проскуровско-Черновицкой наступательных операциях. За время командования им дивизия получила почётные наименования «Глуховская» и «Киевская», награждена орденом Красного Знамени (18.11.1943).
Однако 2 мая 1944 года полковник Петренко был отстранён от должности, и после пребывания в распоряжении Военного совета 1-го Украинского фронта 31 мая с понижением назначен заместителем командира 327-й стрелковой дивизии в той же армии.
Но уже 20 июня вновь стал командиром 107-й стрелковой дивизии в 60-й армии 1-го Украинского фронта (с начала апреля 1945 — на 4-м Украинском фронте). Во главе этой дивизии В. Я. Петренко воевал до Победы, участвуя в Львовско-Сандомирской наступательной операции и в боях за Сандомирский плацдарм, в Висло-Одерской, Верхне-Силезской и Моравско-Остравской наступательных операциях. 27 января 1945 года совместно с другими частями армии участвовал в освобождении лагеря смерти Аушвиц. Принял участие в освобождении Кракова, Рыбника, Троппау и ряда других городов. За боевые отличия дивизию наградили орденом Суворова 2-й степени (май 1945 г.).

### Послевоенная карьера
С июля 1945 по март 1946 года — командир 413-й стрелковой дивизии в Северной группе войск (Польша). Затем был направлен на учёбу, в 1948 году окончил Высшую военную академию имени К. Е. Ворошилова с золотой медалью. С мая 1948 года по июнь 1951 года командовал 37-й гвардейской механизированной дивизией в Ленинградском военном округе (дивизия была единственной в своём роде и экспериментальной, в её составе насчитывалось свыше 200 танков). С июля по август 1951 года служил в 10-м управлении Генерального штаба, затем назначен заместителем командира 79-го стрелкового корпуса в 3-й ударной армии Группы советских оккупационных войск в Германии. По собственному признанию, участвовал в подавлении восстания 1953 года в ГДР в Магдебурге. В конце 1953 года отказался от предложенной ему должности военного коменданта Москвы и тогда в декабре 1953 года назначен заместителем командира 17-го стрелкового корпуса Туркестанского военного округа (Самарканд). С июня 1954 года был начальником Управления боевой и физической подготовки штаба Туркестанского ВО, с июля 1954 — первый заместитель начальника Управления боевой подготовки этого округа. С августа 1955 — командир 33-го горнострелкового корпуса Туркестанского ВО в Сталинабаде. С июня 1957 по сентябрь 1958 года — первый заместитель командующего войсками 14-й гвардейской общевойсковой армии Одесского военного округа.
Во время послевоенной службы одновременно с занимаемыми военными должностями в разное время был членом Ленинградского обкома КПСС и членом ЦК Коммунистической партии Таджикистана.
С октября 1958 года несколько десятилетий работал в Военной академии имени М. В. Фрунзе: заместитель начальника и с июля 1960 — начальник кафедры оперативно-тактической подготовки, с октября 1965 — начальник кафедры военного искусства, с августа 1971 — консультант начальника академии. За время службы в академии опубликовал свыше 100 статей в журналах «Труды Военной академии имени М. В. Фрунзе», «Военная мысль», «Военный вестник», «Военно-исторический журнал» и в газете «Красная звезда». Автор ряда учебников и главный редактор ряда военно-научных сборников. В 1961 году Петренко присвоена ученая степень кандидата военных наук, с 1964 года — доцент, с 1970 года — профессор. Лауреат премии имени М. В. Фрунзе Министерства обороны СССР в составе авторского коллектива учебника по ведению общевойскового боя в современных условиях.
В 1976 году вышел в отставку. Жил в Москве. Активно работал в Советском комитете ветеранов войны. С 1960-х годов участвовал во многих международных мероприятиях и конференциях, куда приглашался как участник освобождения узников Освенцима. Выезжал для участия в них в Польшу, США, Израиль (в 1982 году при том, что между СССР и Израилем тогда были разорваны дипломатические отношения), Бразилию, Великобританию. В последние годы жизни написал книгу мемуаров.
Скончался 21 марта 2003 года. Похоронен на кладбище «Ракитки» (Московская область).

## Награды
- Медаль «Золотая Звезда» Героя Советского Союза (17.10.1943);
- орден Жукова (Российская Федерация, 25.04.1995, вручен орден за № 12);[7]
- два ордена Ленина (17.10.1943, ...);
- три ордена Красного Знамени (13.09.1943, 27.05.1945, ...);
- орден Суворова 2-й степени (6.04.1945);
- орден Суворова 3-й степени (19.02.1943);
- орден Отечественной войны 1-й степени (11.03.1985);
- орден Трудового Красного Знамени;
- орден Красной Звезды (3.11.1944);
- орден «За службу Родине в Вооружённых Силах СССР» 3-й степени (30.04.1975);
- медали;
- ордена и медали иностранных государств;
- командор ордена Заслуг перед Республикой Польша (19 января 2000 года, Польша)[8];
- почётный житель г. Трентон (штат Нью-Джерси, США).

## Сочинения
- Петренко В. Я. До и после Освенцима. — М.: Фонд «Холокост», 2000. - 159 с. — (Российская библиотека Холокоста).; ISBN 5-89897-003-7.
- Petrenko Vassili. Avant et après Auschwitz. — Paris: Flammarion, 2002. — 285 с.; ISBN 2-0821-0056-1.
- Петренко В. Я. Основы подготовки и ведения оборонительных операций общевойсковой армии.
- Петренко В. Я. Борьба с ядерным оружием противника.